# Vleugelkophamerhaai
De vleugelkophamerhaai (Eusphyra blochii) is een vis uit de familie van hamerhaaien (Sphyrnidae), orde roofhaaien (Carcharhiniformes), die voorkomt in het westen van de Indische Oceaan, het oosten van de Indische Oceaan en het noordwesten en de Grote Oceaan.

## Anatomie
De vleugelkophamerhaai kan een lengte bereiken van 186 centimeter. Het lichaam van de vis heeft een langgerekte vorm. De T-vormige kop heeft twee kwabben waarin de ogen zitten. Bij deze soort zijn deze zijkwabben vrij dun en smal zijn en lijken op vleugels. De vis heeft twee rugvinnen en één aarsvin.

## Leefwijze
De vleugelkophamerhaai is een zout- en brakwatervis die voorkomt in een tropisch klimaat. 
Het dieet van de vis bestaat hoofdzakelijk uit dierlijk voedsel. Hij eet macrofauna en jaagt op andere vis (het is een roofvis).
De vleugelkophamerhaai is voor de visserij van aanzienlijk commercieel belang.

## Status
De vleugelkophamerhaai wordt zwaar overbevist binnen zijn verspreidingsgebied zoals de Golf van Thailand en zeegebieden rond India en Indonesië. Deze soort haai raakt door zijn bijzondere vorm gemakkelijk verward in visnetten. Onderzoek op vismarkten, waarbij 20.000 haaien werden waargenomen, leverde maar één waarneming van een vleugelkophamerhaai. Daarnaast gaan de opgroeigebieden verloren voor jonge haaien door aantasting van de mangrovegebieden langs de kusten.Om deze redenen staat deze haaiensoort als bedreigd op de Rode Lijst van de IUCN.